# Nokia N95
N95 er Nokias første mobiltelefon med integreret GPS og HSDPA og en kamerafunktion på 5 megapixel. Nokia lancerede N95 under sloganet "It's what computers have become" eller på dansk: "Dette er, hvad computere har udviklet sig til" med henvisning til N95's muligheder grundet blandt andet styresystemet Symbian OS S60 3rd Edition Feature Pack 1, hvilket også er en nyskabelse i N95. Designmæssigt prøver Nokia også noget nyt med N95. N95 er den første Nokia-telefon som har 'double slider' design, hvilket vil sige at slides telefonens underdel til den ene side kommer et normalt T9 tastatur frem, hvorimod slides underdelen den anden vej kommer traditionelle medieknapper til syne og telefonens skærm skifter til landscape. N95 blev præsenteret på Nokias Open Studio 2006 d. 26. september 2006.

## Funktioner
- Integreret GPS system
- 5 Megapixel kamera (2592 x 1944) med Carl Zeiss Optics, autofocus & digital zoom
- Video optager i 640 x 480 format med 30 fps – DVD-agtig kvalitet
- WiFi
- HSDPA (3.5G) – 3.6 MBit/s download hastighed
- Quad band GSM / GPRS / EDGE
- 2.6-tommer QVGA-skærm (320x240) med 16 millioner farver
- Understøtter microSD(HC) memorykort (op til 16GB indtil videre)
- 160MB intern hukommelse
- 3.5mm minijack, kan bruges til hovedtelefoner, headset og tv-out.
- Musik afspiller som understøtter MP3, WMA, RealAudio, SP-MIDI, AAC+, eAAC+, MIDI, AMR, M4A, True Tones
- Stereohøjtalere
- A2DP – understøttelse af trådløse stereohovedtelefoner
- FM Radio
- USB 2.0 via mini USB port
- Universal Plug and Play
- Bluetooth v2.0

## Eksterne links
- Nokia N95 Specifikationer Arkiveret 17. februar 2007 hos  Wayback Machine
- Officiel Nokia N95 Page
- Officiel pressemeddelelse fra Nokia